# Das Nachtgespräch
Das Nachtgespräch ist ein Kriminalfilm von 1917 der Filmreihe Phantomas.

## Handlung
Mehrere Menschen werden eines Mordes verdächtigt, der sich aber als Selbstmord herausstellt.

## Hintergrund
Die Produktionsfirma war die Greenbaum-Film GmbH Berlin (Nr. 1048). Der Film hatte eine Länge von vier Akten auf 1345 Metern, dies entspricht ca. 74 Minuten. Die Zensur durchlief der Film im März 1917. Die Polizei Berlin belegte ihn mit einem Jugendverbot (Nr. 40414), ebenso wie die Reichsfilmzensur am 2. Mai 1921 (Nr. 2082). Die Polizei München verbot die Ankündigung als Detektivfilm (Nr. 24157, 24158, 24159, 24160). Die Uraufführung fand im Union Theater am Nollendorfplatz und/oder in den Kant-Lichtspielen Berlin ebenfalls im März 1917 statt. 